# مايك موجيس
مايك موجيس (Mike Mogis) هو منتج ومهندس صوتي وعضو في فرقة برايت آيز، أسس مع جستن أوبرست تسجيلات سادل كريك. مايك متزوج ولديه ابنتان. في 2014 قام هو وزميله في الفرقة نايت والكوت بتلحين الموسيقى التصويرية لفيلم The Fault in Our Stars، المستوحى من رواية بنفس الاسم للمؤلف جون غرين.

## روابط خارجية
- مايك موجيس على موقع IMDb (الإنجليزية)
- مايك موجيس على موقع ميوزك برينز (الإنجليزية)
- مايك موجيس على موقع أول ميوزيك (الإنجليزية)
- مايك موجيس على موقع ديسكوغز (الإنجليزية)
- مايك موجيس على موقع قاعدة بيانات الفيلم (الإنجليزية)